# Port lotniczy Bentiu
Port lotniczy Bentiu (ICAO: HSBT) – port lotniczy położony w Bentiu, w Sudanie Południowym, stan Unity.